# 訴えの変更
訴えの変更（うったえのへんこう）とは、民事訴訟において、原告が請求又は請求の原因を変更することをいう（民事訴訟法143条）。民事訴訟における審判対象の決定は原告の専権事項と考えられているところ、訴訟の進行に従い、原告が従来の請求のほかに新たな請求を追加し、あるいは従来の請求に代えて新たな請求を行うことが紛争の解決のために必要となることは十分に考えられる。このような場合に常に新しい訴訟を提起しなければならないとすると、従来の請求に関する訴訟資料を流用することはできないので訴訟経済上も無駄が大きい。そこで訴えの変更という制度が認められている。なお、ここにいう請求原因とは攻撃防御方法としてのものではなく、訴訟物の特定のために必要とされるものである。
- 民事訴訟法は、以下で条数のみ記載する。

## 訴えの変更の種類等
訴えの変更には、請求（訴訟物）の同一性を変更するものと、単に請求の範囲のみを拡張・減縮するものがある。

### 請求の同一性を変更するもの
- 訴えの追加的変更

訴えの追加的変更（うったえのついかてきへんこう）とは、原告が従来の請求を維持しつつ新たな請求を追加することをいう。たとえば、売買代金請求訴訟において、原告が、後から別の売買代金も同じ訴訟で請求したり、別の貸金を請求したりする場合である。
原告が提起する中間確認の訴え（145条）も、訴えの追加的変更の一種である。
- 訴えの交換的変更

訴えの交換的変更（うったえのこうかんてきへんこう）とは、原告が従来の請求に替えて新たな請求の審判を求めることをいう。訴えの交換的変更の法的性質をどう理解するかについて判例と多数説の間に争いがある。判例は、原告による新請求の追加とその訴訟係属後の旧請求の取下げ又は放棄と理解する（最高裁昭和32年2月28日民集11巻2号374頁）。多数説は、交換的変更を独自の類型として理解すべきとする。

### 請求の同一性を変更しないもの
- 請求の拡張

請求の拡張（せいきゅうのかくちょう）とは、狭義では、数量的に可分な請求についてその数額を増額することをいう。たとえば、不法行為に基づく損害賠償請求として1000万円の一部請求をしていたが、2000万円に請求額を増額する場合である。これは、請求（訴訟物たる権利）そのものは変わっていないが、そのうち訴求する範囲を拡張するものである。
なお、広義では、前記の請求の同一性を変更する訴えの追加的変更を含めて請求の拡張ということがある。
- 請求の減縮

請求の減縮（せいきゅうのげんしゅく）とは、数量的に可分な請求についてその数額を減額することをいう（たとえば、先の不法行為の例でいえば、500万円に請求額を減額する）。請求の減縮が民事訴訟法143条の訴えの変更に当たるかについては争いがある。判例は、請求の減縮は訴えの一部取下げと理解している（最高裁昭和27年12月25日民集6巻12号1255頁）ので、被告の同意が必要である。

## 訴えの変更の要件
訴えの変更の要件は、以下のとおりである（143条1項）。
- 請求の基礎に変更がないこと

訴えの変更が認められるのは、請求の基礎に変更がない場合に限定されている。
この要件が要求される理由は、訴えの変更をある程度制限することで、訴えの変更によって生じる被告の防御の困難をある程度軽減することが挙げられる。また、従前の裁判資料を利用して審理の重複を避けられる場合に訴えの変更を認めるべきであるということも挙げられる。
請求の基礎という概念がどのようなものであるのかにつき、この要件の存在理由に関連して学説上争いがある。前後両請求の実体的性質に着目する説、裁判資料の流用可能性に着目する説、両者を要求する説がある。もっとも、各学説の具体的結論にはほとんど差がないとされる。
通説によると、被告側が同意または応訴した場合は、この要件の充足は不要である（最高裁判所昭和29年6月8日民集8巻6号1037頁参照）。
さらに、判例は、相手方の陳述した事実を新請求の原因とする訴えの変更では、請求の基礎の同一性は要求されないとする（最高裁判所昭和39年7月10日民集18巻6号1093頁）。
- 口頭弁論の終結に至るまで

訴えの変更ができるのは、訴状が被告に送達されてから事実審の口頭弁論終結前までである。
一審で全部勝訴した原告も、控訴審において附帯控訴により請求の拡張をすることができる（最高裁昭和32年12月13日民集11巻13号2143頁）。
法律審たる上告審では、口頭弁論が開かれても訴えの変更ができないのが原則である。例外として、給付訴訟の上告審係属中に被告が破産宣告を受け破産管財人が訴訟手続を受継した場合には、原告は、上告審において、給付の訴えを破産債権確定の訴えに変更することができるとした最高裁判所昭和61年4月11日民集40巻3号558頁がある。
なお、訴状が被告に送達される前までは訴訟係属が生じていないので、訴状の補充・訂正で対処する。訴訟係属が生じていないので、厳密には訴えの変更の問題ではない。
- 著しく訴訟手続を遅滞させるとまではいえないこと

この要件は、訴訟経済の観点（公益的な観点）から要求される。
- 被告の同意（訴えの交換的変更の場合）

訴えの交換的変更を認める見解によれば、交換的変更に対して、追加的変更の要件に加えて独自の要件が必要である。
その要件とは、被告の同意である。すなわち、訴えの取下げの場合の要件を定めた261条2項の類推適用により、相手方が本案につき準備書面を提出し、弁論準備手続で申述しまたは口頭弁論をしている場合には、その同意が必要である。
なお、判例のように訴えの交換的変更という概念を認めない場合にも、類推適用ではなく単なる適用の結果同じ要件が必要である。
また、被告の同意がない場合は、追加的変更として取り扱われる。
- 請求の併合の要件を満たすこと

訴えの追加的変更の場合には、後発的に請求が併合されることになる。そこで136条等に定められた一般的な請求の併合の要件を満たすことが必要である。訴えの交換的変更であっても一般的な併合要件は必要とするのが通説である。
一般的な併合の要件とは、具体的には以下のようなものである。
- 民事訴訟法136条にいう同種の訴訟手続で審理できる請求であること
- 専属管轄により併合請求が不可能な場合でないこと（13条、7条）
- 行政事件訴訟法等の個別の法令による併合の禁止にかからないこと

## 訴えの変更の手続
請求の変更は書面でしなければならず、この書面は被告に送達される（143条2項、3項）。
判例は、請求原因のみの変更は口頭でも許されるとする（最高裁判所昭和35年5月24日民集14巻7号1183頁）。その理由は、民事訴訟法143条1項は「請求」「請求の原因」という二つの文言を用いているのに対し、同2項は「請求の変更は、書面でしなければならない」と「請求」という文言しか用いていないことを理由としている。
しかし、学説は、請求原因の追加が訴訟物の追加に当たる場合には、その部分は新訴提起に準じて書面によるべきだとする。ただし、訴え変更記載書面の提出送達がない場合でも、被告の責問権の喪失によって、瑕疵は治癒される（最高裁判所昭和31年6月19日民集10巻6号665頁）。
原告による訴えの変更について被告に異議がある場合には、被告は裁判所に対して訴えの変更を許さない旨の決定を求める申立てをすることができる。また、訴えの変更が不当である場合には、裁判所は職権で訴えの変更を許さない旨の決定をしなければならない（143条4項）。この訴えの変更の許否についての決定は、不服申立てが可能であるが抗告が認められない裁判である。したがって、不服は終局判決に対する上訴によって行われる（283条）。

## 関連事項
- 訴えの取下げ
- 訴えの併合